# 鮭延寺 (古河市)
鮭延寺（けいえんじ）は、茨城県古河市大堤にある曹洞宗の寺院。戦国時代の武将であり、出羽山形藩最上家の重臣だった鮭延秀綱の菩提を弔うために創建された。

## 歴史
慶安元年（1648年）頃、鮭延越前守秀綱の菩提を弔うため、家臣たちにより創建された。越前国（福井県嶺北地方）・永平寺の末寺になっている。
秀綱は天正9年（1581年）に最上義光と戦ったのち、その家臣となり出羽国最上郡（山形県北部）真室の地を安堵されていた。しかし義光の死後、元和8年（1622年）に家中の争いのため最上家は改易され、山形藩家老だった秀綱は老中・土井利勝に預けられる。翌年に赦された後は利勝の家臣となり、利勝の転封に伴って古河に移り住んだ。秀綱には改易後も貧窮生活をいとわずに仕え続けてきた家臣が10人いたので、土井家からの食禄をすべて分け与え、自身は1日交代で家臣の家を泊まり歩いたとも言われている（『古今武家盛衰記巻十五』）。正保3年（1646年）、秀綱が亡くなると家臣たちは非常に悲しみ、菩提を弔うために本寺を建立した。境内墓地の奥に秀綱の墓となっている大きな五輪塔がある。

## 文化財
- 熊沢蕃山の墓：熊沢蕃山は江戸時代前期の儒学者である。治水・治山による農業政策（米の増産）を実践し、岡山藩の財政立て直しに寄与したが、幕府の政策を批判したため、幕命により古河藩に預けられた。古河城の立崎曲輪に数年間幽閉されて、元禄4年（1691年）に没し、城主の松平忠之により葬られた。現在の墓碑は、文化年中（1804年〜1818年）に再建されたもので、碑面には「熊沢息游軒伯継墓」と刻まれている。脇には婦人の墓碑もある。茨城県指定文化財（史跡）[2] [3]。

## 交通
- 鉄道
  - 東日本旅客鉄道（JR東日本）宇都宮線古河駅東口から徒歩30分（約2.4 km）、タクシー10分、西口にて市内観光用無料レンタル自転車「コガッツ」利用可[4][リンク切れ]
  - 東武日光線新古河駅東口から徒歩50分（約4.0 km）